# Hofrichterstöckl (Schlägl)

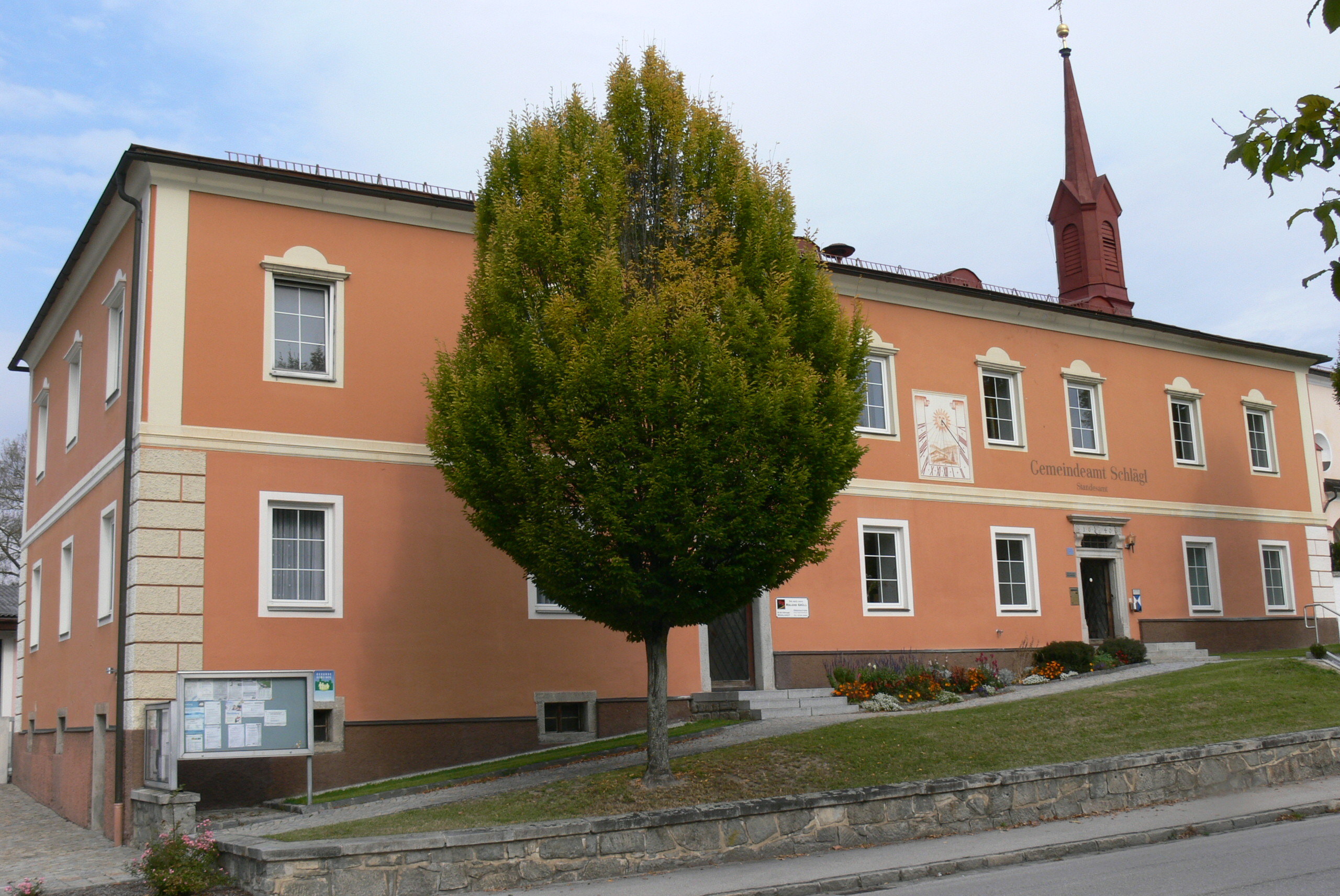
Ehemaliges Hofrichterstöckl in Schlägl, heute Gemeindeamt

Die ehemalige Hofrichterstöckl steht in der Ortschaft Schlägl in der Marktgemeinde Aigen-Schlägl im oberen Mühlviertel in Oberösterreich. Das Gebäude bildet mit der danebenstehenden Friedhofskirche Am Anger und dem östlich anschließenden ehemaligen Meierhof ein Bauensemble. Das Gebäude in der Nutzung als Gemeindeamt steht unter Denkmalschutz (Listeneintrag).

## Beschreibung
Das Hofrichterstöckl wurde wohl vom Bildhauer Marco Spaz um 1640 erbaut. Die Fassadengestaltung entstand im 19. und 20. Jahrhundert. 1976 erfolgte ein Umbau des Gebäudeinneren.
Das breit gelagerte zweigeschoßige Gebäude unter einem eher flachen Walmdach hat ein bemerkenswert dekoriertes frühbarockes Rechteckportal mit einer geraden Verdachung mit der Jahresangabe 1640. Im Gebäudeinneren gibt es im Erdgeschoß einen kreuzgratgewölbten Flur, die Räume haben teils Stichkappentonnen und verputzte Tramdecken aus dem 17. und 18. Jahrhundert.